# Clubiona orientalis
Clubiona orientalis là một loài nhện trong họ Clubionidae.
Loài này thuộc chi Clubiona. Clubiona orientalis được miêu tả năm 1995 bởi Mikhailov.